# Rhizoprionodon terraenovae
 Rhizoprionodon terraenovae és una espècie de peix de la família dels carcarínids i de l'ordre dels carcariniformes.

## Morfologia
Els mascles poden assolir els 110 cm de longitud total.

## Distribució geogràfica
Es troba des de Nova Brunswick (Canadà) fins al Golf de Mèxic. També a les costes del Brasil.